# 国道499号
国道499号（こくどう499ごう）は、長崎県長崎市から鹿児島県阿久根市に至る一般国道である。

## 概要
長崎市中心部から長崎半島を縦断して野母崎まで続き、天草灘の海上区間を経て阿久根市の国道3号に至る延長111.2 kmの一般国道の路線である。本国道が海上区間を持つ国道の中で最も番号が大きい国道であり、野母崎 - 阿久根間の海上区間は82 kmあるが、陸上区間でもある実延長は29.2 kmである。陸上区間のほとんどは長崎県内であり、鹿児島県阿久根市内の延長は、わずか62 mである。
国道499号の海上区間に就航するフェリー路線はなく、長崎市と阿久根市とは、国道251号と国道389号の口之津 - 鬼池航路および牛深 - 蔵之元航路（三和商船の牛深 - 長島航路）を経由することで行き来が可能である。

### 路線データ
一般国道の路線を指定する政令に基づく起終点および重要な経過地は次のとおり。
- 起点：長崎市（大波止交差点 = 国道202号交点、長崎県道112号長崎式見港線起点）
- 終点：阿久根市（阿久根駅前交差点 = 国道3号交点、鹿児島県道362号阿久根停車場線終点）
- 重要な経過地：長崎県西彼杵郡野母崎町[注釈 3]
- 総延長 : 111.2 km（長崎県 70.1 km、鹿児島県 41.1 km）未供用延長（海上区間）を含む。[4][注釈 4]
- 重用延長 : なし[4][注釈 4]
- 未供用延長 : 82.0 km（長崎県 41.0 km、鹿児島県 41.0 km）[4][注釈 4]
  - 未供用延長のうち海上区間 : 82.0 km（長崎県 41.0 km、鹿児島県 41.0 km）[4][注釈 4]
- 実延長 : 29.2 km（長崎県 29.1 km、鹿児島県 0.1 km）[4][注釈 4]
  - 現道 : 27.1 km（長崎県 27.1 km、鹿児島県 0.1 km）[4][注釈 4]
  - 旧道 : 2.0 km（長崎県 2.0 km、鹿児島県 - km）[4][注釈 4]
  - 新道 : なし[4][注釈 4]
- 指定区間：なし[5]

## 歴史
1993年（平成5年）の一般国道の追加路線指定で、地方自治体の請願をもとに審査を経て決定された。国道昇格の対象となった長崎市街 - 野母崎間の県道長崎野母崎線が国道に昇格できた詳細な経緯はわかっていないが、一説には道路法上の国道指定に必要な起終点の要件で、幹線国道に接続する地点、人口10万人以上の都市、国際観光上重要な場所のいずれの基準も満たさない野母崎に代えて、野母崎に近い脇岬港から海をフェリー航路で鹿児島県阿久根漁港まで結んで阿久根駅前の国道3号までつなげて一本の交通系統機能を保持する計画が行われたことで、法的に国道昇格できる要件を満たしたことになり、国道499号が一般国道に指定することが実現できたと見られている。ただし、このフェリー航路は臨時便の運航のみで、国道指定から7年後の2000年（平成12年）には廃止されている。

### 年表
- 1993年（平成5年）4月1日 - 一般国道499号（長崎市 - 阿久根市）として指定施行[9]。長崎県内の路線はほとんどが長崎県道13号長崎野母港線から、鹿児島県内の路線は鹿児島県道363号阿久根港線から国道499号に指定された。終点が鹿児島県阿久根市である理由は、1971年（昭和46年）に脇岬港と阿久根港を結ぶカーフェリー構想が計画されていたためで、実際に1986年（昭和61年）から2000年（平成12年）まで臨時航路が開設されていたが、定期化には至らなかった[10]。

## 路線状況

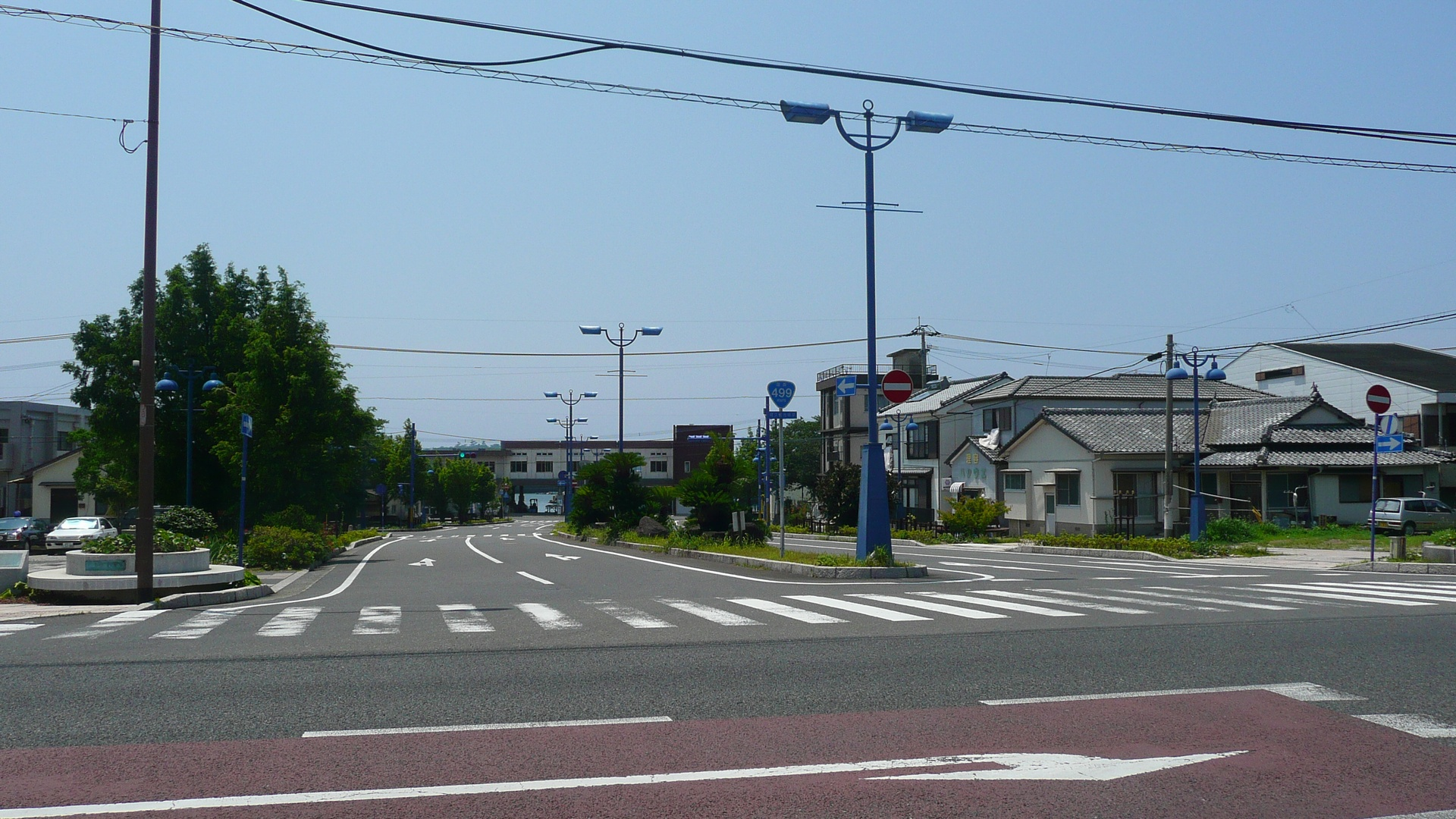
阿久根駅前交差点から望む鹿児島県区間の全景。延長は62 mで、突当りは阿久根漁港。

国道499号は長崎市の中心街を発って、長崎半島を縦貫し、突端の野母崎付近に達するが、直線距離で70 km以上離れた鹿児島県の阿久根漁港で再び現れて、阿久根駅前の国道3号交点（阿久根駅前交差点）まで続いている。鹿児島県阿久根市内の陸上区間は、わずか62 mしかなく、大抵の地図にも国道表記は載っていない。

### 別名
- 出島海岸通り（長崎市出島町）
- 大浦海岸通り（長崎市常磐町）

### 海上区間
国道499号は、もっとも大きな路線番号をつける海上国道でもある。長崎県長崎市の野母崎に位置する脇岬港から、鹿児島県阿久根市の阿久根駅前に位置する阿久根漁港までが海上区間になり、路線総延長の7割強を占める。かつて、脇岬港 - 阿久根港とを結ぶ国道フェリーが運航されていたが、2000年にフェリーが廃止されてしまい、両県ともいわゆる盲腸線となっている。2016年現在、海上区間を連絡する交通手段が存在しないため、この道路だけで長崎市と阿久根市を行き来することはできない。
- 長崎県長崎市脇岬港 - 鹿児島県阿久根市阿久根漁港（交通手段なし）

### 道路施設

#### 橋梁
- 長崎県
  - 玉江橋（中島川、長崎市元船町 - 同市出島町）

#### トンネル
起点から
- 長崎県
  - 戸町隧道：延長327 m、1933年（昭和8年）竣工、長崎市
  - 黒浜トンネル：延長110 m、1980年（昭和55年）竣工、長崎市

## 地理

### 通過する自治体
- 長崎県
  - 長崎市
- 鹿児島県
  - 阿久根市

### 交差する道路
| 交差する道路                                    | 都道府県名 | 市町村名 | 交差する場所 | 交差する場所            |
| ----------------------------------------------- | ---------- | -------- | ------------ | ----------------------- |
| 国道202号 長崎県道112号長崎式見港線             | 長崎県     | 長崎市   | 元船町       | 大波止交差点 / 起点     |
| E34 ながさき出島道路                            | 長崎県     | 長崎市   | 出島町       | 市民病院前交差点        |
| 長崎県道51号長崎南環状線 / ながさき女神大橋道路 | 長崎県     | 長崎市   | 戸町         | 戸町IC                  |
| 長崎県道237号小ヶ倉田上線                       | 長崎県     | 長崎市   | 小ヶ倉町     | 小ヶ倉交差点            |
| 長崎県道29号香焼江川線                          | 長崎県     | 長崎市   | 江川町       | 江川交差点              |
| 長崎県道300号長崎野母崎自転車道線               | 長崎県     | 長崎市   | 江川町       |                         |
| 長崎県道224号深堀三和線 重複区間起点            | 長崎県     | 長崎市   | 布巻町       | 栄上交差点              |
| 長崎県道224号深堀三和線 重複区間終点            | 長崎県     | 長崎市   | 蚊焼町       |                         |
| 長崎県道34号野母崎宿線 重複区間起点             | 長崎県     | 長崎市   | 野母町       | 行政センター交差点      |
| 長崎県道34号野母崎宿線 重複区間終点             | 長崎県     | 長崎市   | 脇岬町       |                         |
| 長崎県道251号樺島港脇岬線                       | 長崎県     | 長崎市   | 脇岬町       |                         |
| 海上区間（交通手段なし）                        |            |          |              |                         |
| 国道3号 鹿児島県道362号阿久根停車場線           | 鹿児島県   | 阿久根市 | 新町         | 阿久根駅前交差点 / 終点 |

### 沿線
- 長崎電気軌道（長崎市）
  - メディカルセンター電停 - 大浦海岸通り電停
- 長崎港 松が枝国際ターミナル（長崎県長崎市）
- 大浦警察署（長崎市）
- 野母崎（長崎市）
- 脇岬海水浴場（長崎市脇岬町）
- 脇岬港（長崎市脇岬町）
- 肥薩おれんじ鉄道 阿久根駅（鹿児島県阿久根市）